# Paisaje arqueológico sasánida de la región del Fars
«Paisaje arqueológico sasánida de la región de Fars» (en persa: چشم‌انداز باستان‌شناسی ساسانی منطقه فارس‎)  es la denominación oficial dada por la UNESCO a un conjunto de ocho sitios arqueológicos de la era sasánida situados en el sureste de la provincia de Fars, en Irán, reconocido el 30 de junio de 2018 como Patrimonio de la Humanidad. Ubicados en las localidades de Firuzabad, Bishapur y Sarvestán protegen una superficie de 639 hectáreas e incluyen monumentos y estructuras urbanas de principios y, en menor medida, finales del Imperio sasánida, entre los siglos III y VII.

Situados al sureste de la provincia iraní del Fars, estos ocho sitios arqueológicos se encuentran en tres zonas geográficas: Firuzabad, Bishapur y Savestan. Se trata de estructuras fortificadas, palacios y planos urbanos cuya construcción se remonta a los primeros y últimos momentos del imperio sasánida, que se extendió en la región entre los años 224 y 658 de nuestra era. Los sitios comprenden en particular la primera capital del fundador de la dinastía, Ardachir Papakan y una ciudad y estructuras arquitectónicas debidas a su sucesor, el rey Shapur Iº. Este paisaje arqueológico, que se apoya en una explotación óptima de la topografía natural, atestigua la influencia de las tradiciones culturales aqueménidas y partas y de los intercambios con el arte romano, que tuvieron una importante influencia en la arquitectura y los enfoques artísticos del periodo islámico.
Entrada «Paisaje arqueológico sasánida de la región del Fars» en el sitio oficial de la UNESCO.

## Descripción de los sitios
El conjunto de Firuzabad incluye cinco sitios, en particular vinculados al fundador de la dinastía sasánida, Ardashir I. Estos son su palacio, la fortaleza de Qaleh Dokhtar, la ciudad circular de Gur, la actual Firuzabad, así como dos relieves rupestres en el valle de Tang-i Ab, el de la investidura y el de la victoria del rey.

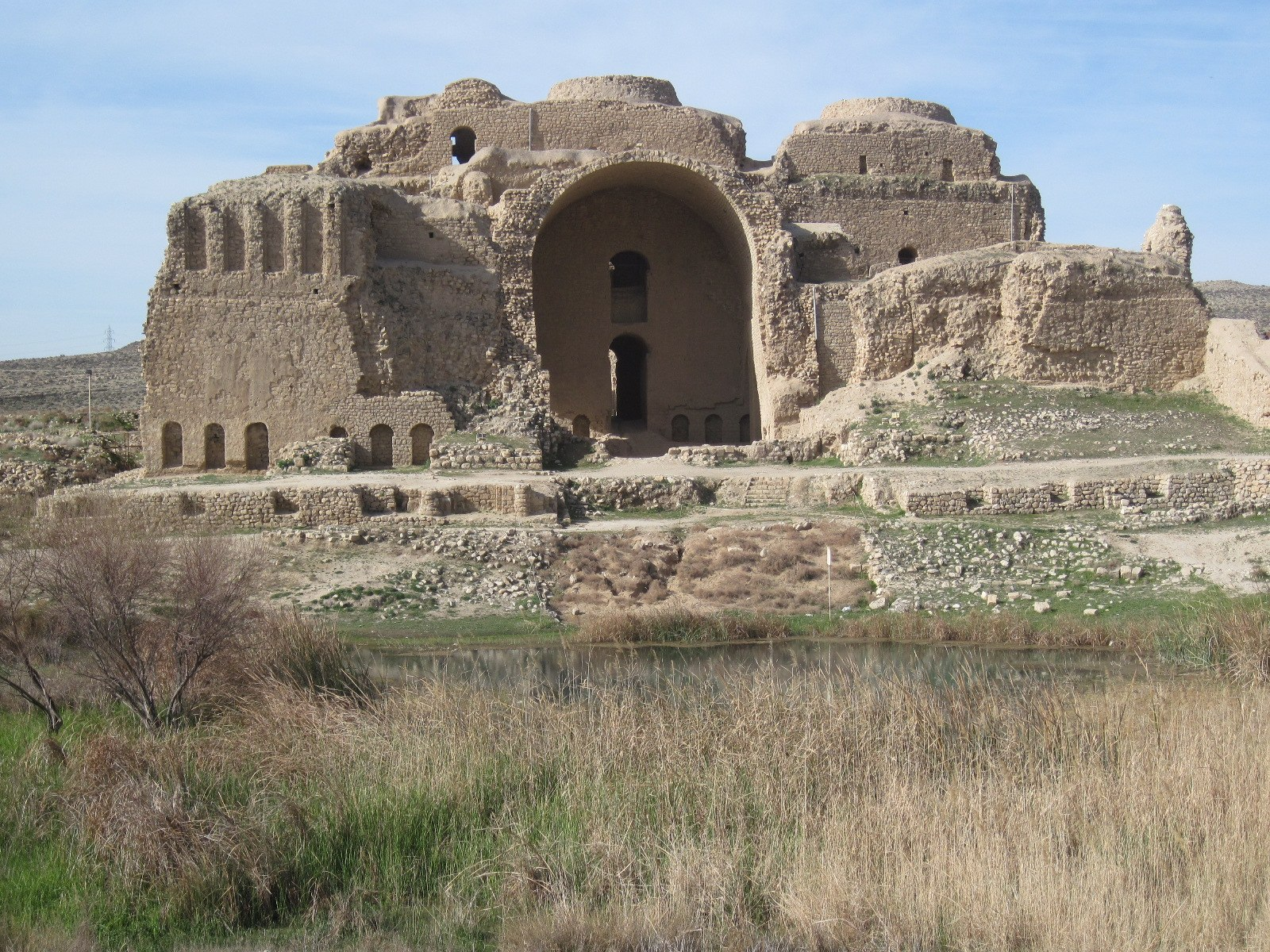
Palacio de Ardacher
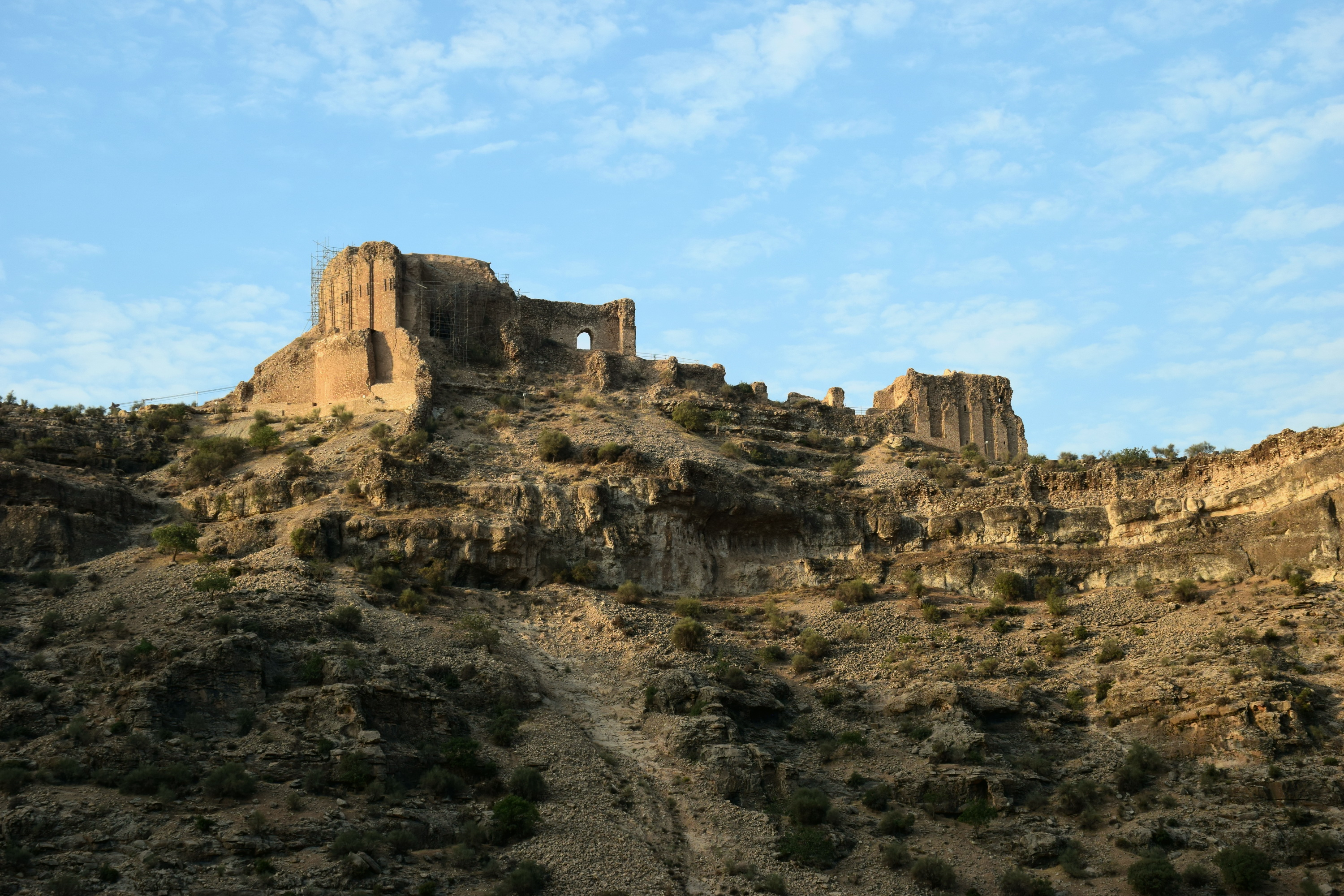
Qaleh Dokhtar
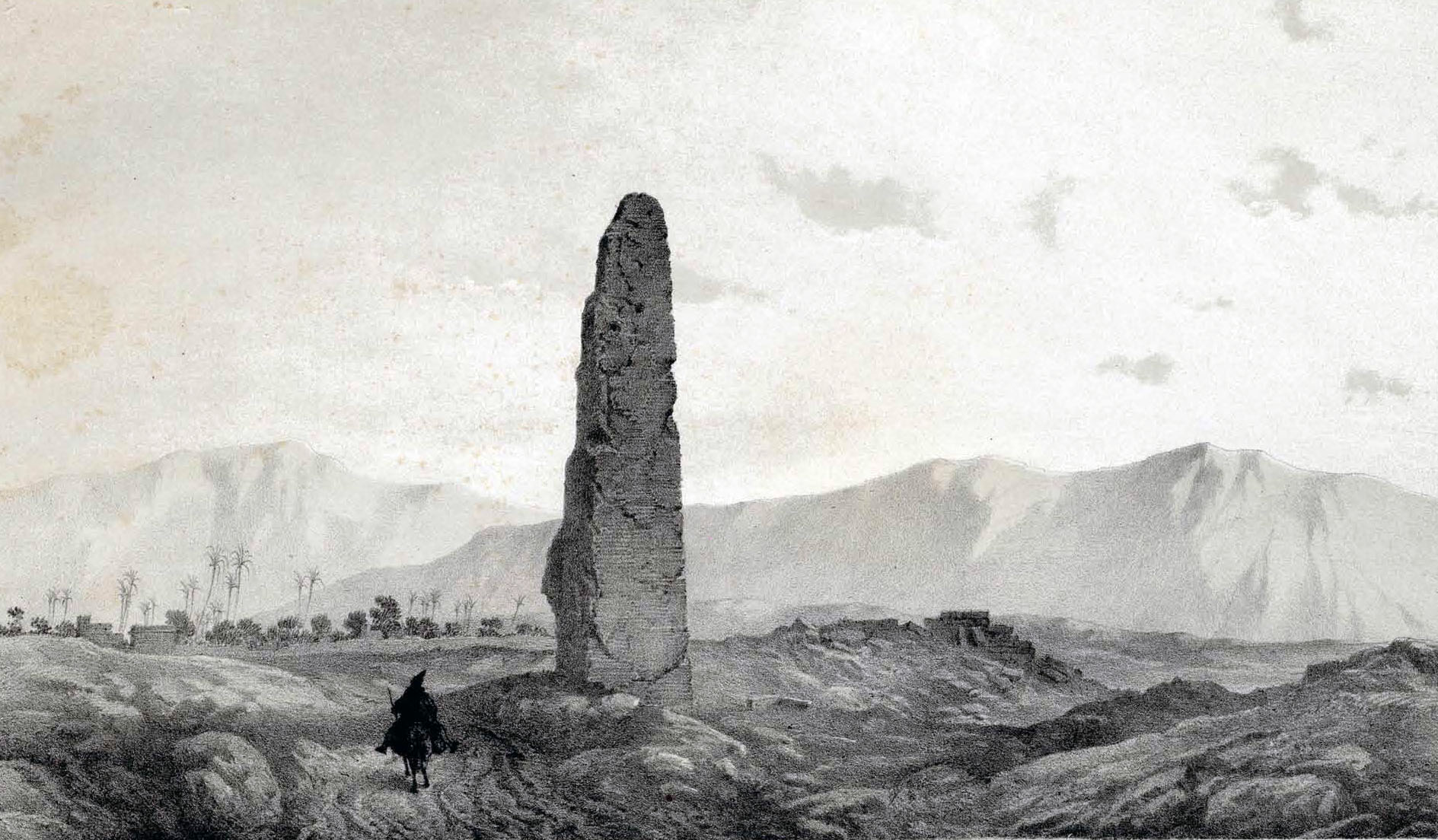
Entrada de Gur, pintura de Eugène Flandin
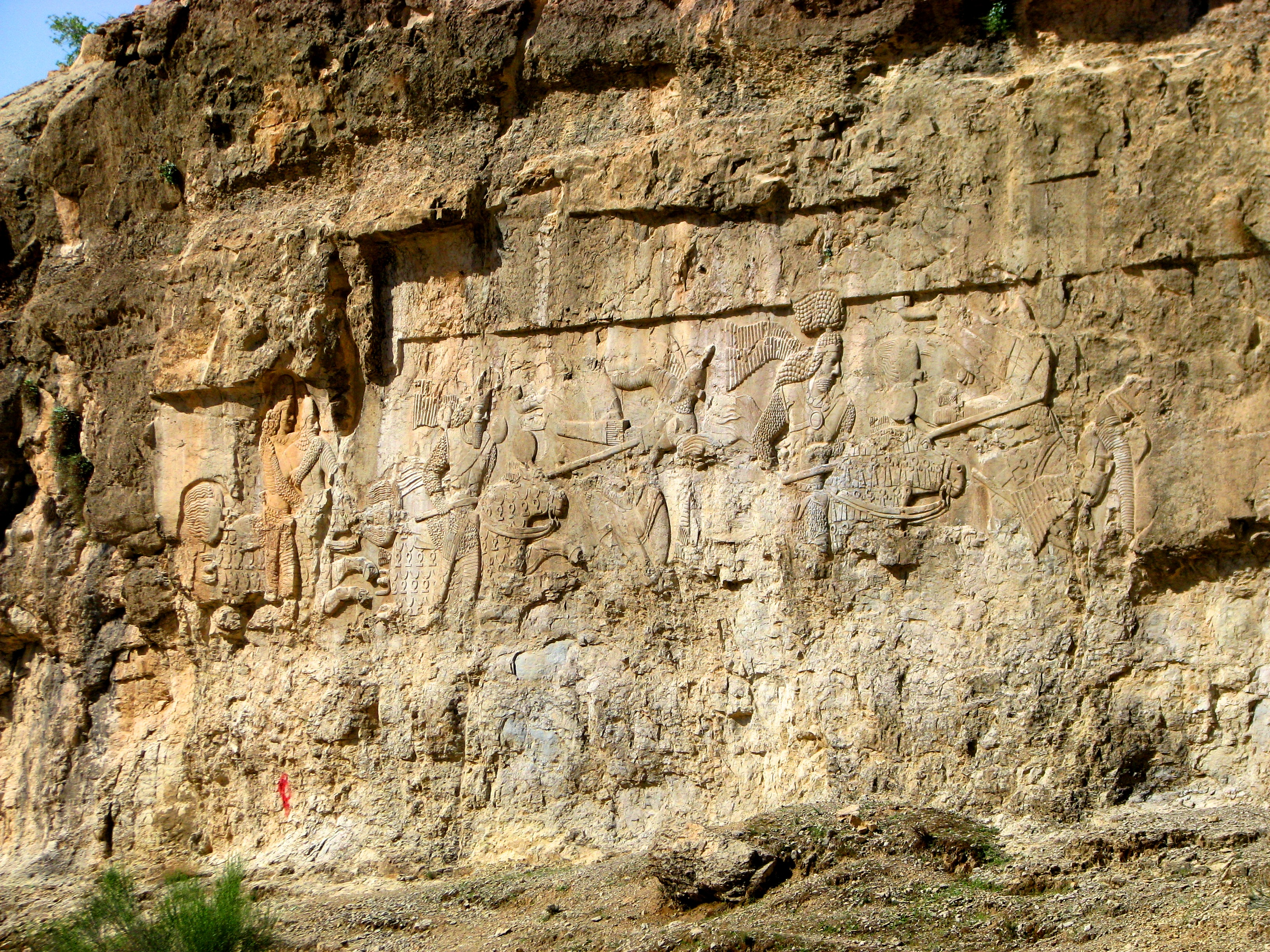
Victoria de Ardashir sobre Artabán

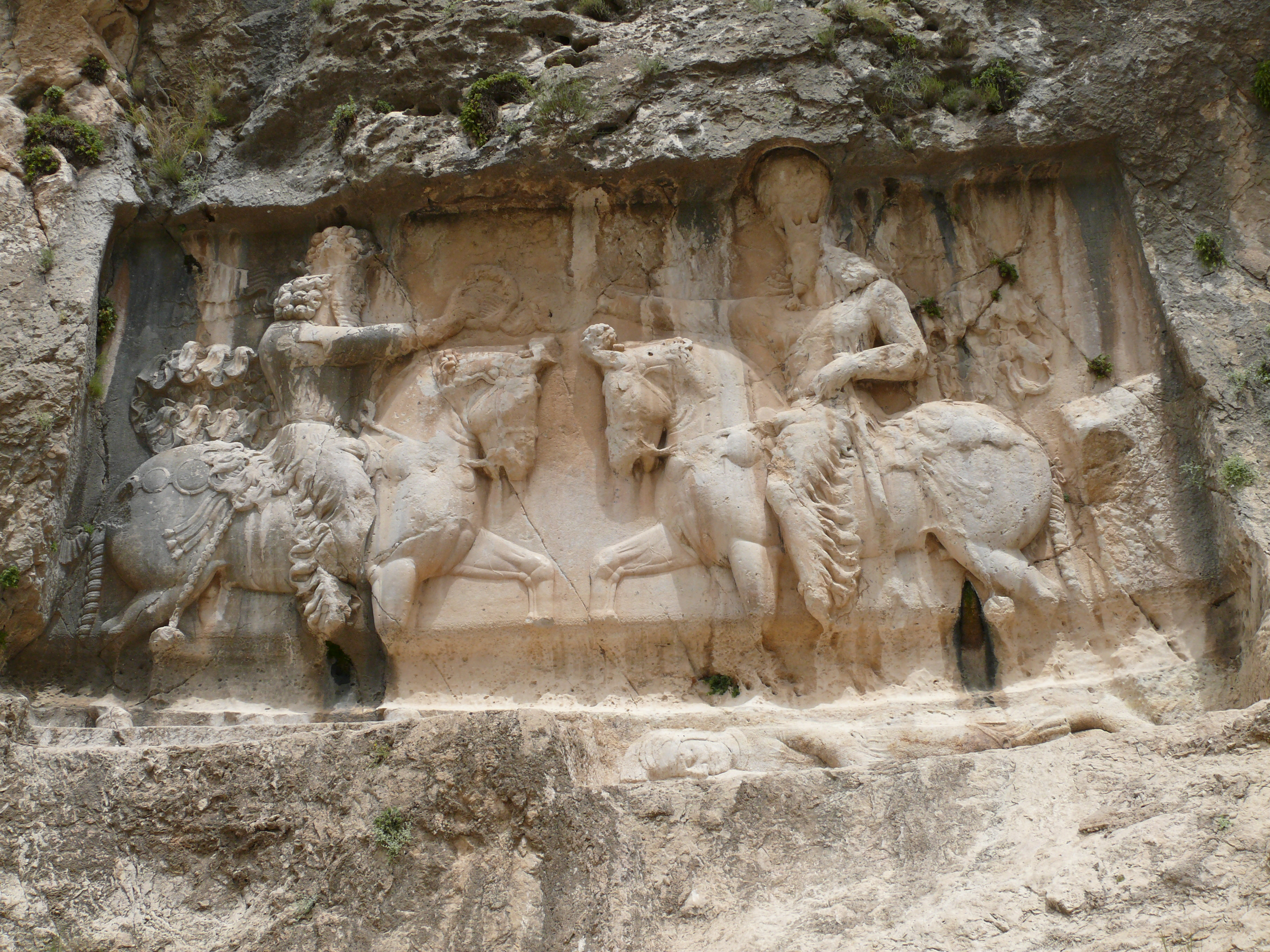
Investidura de Bahram I
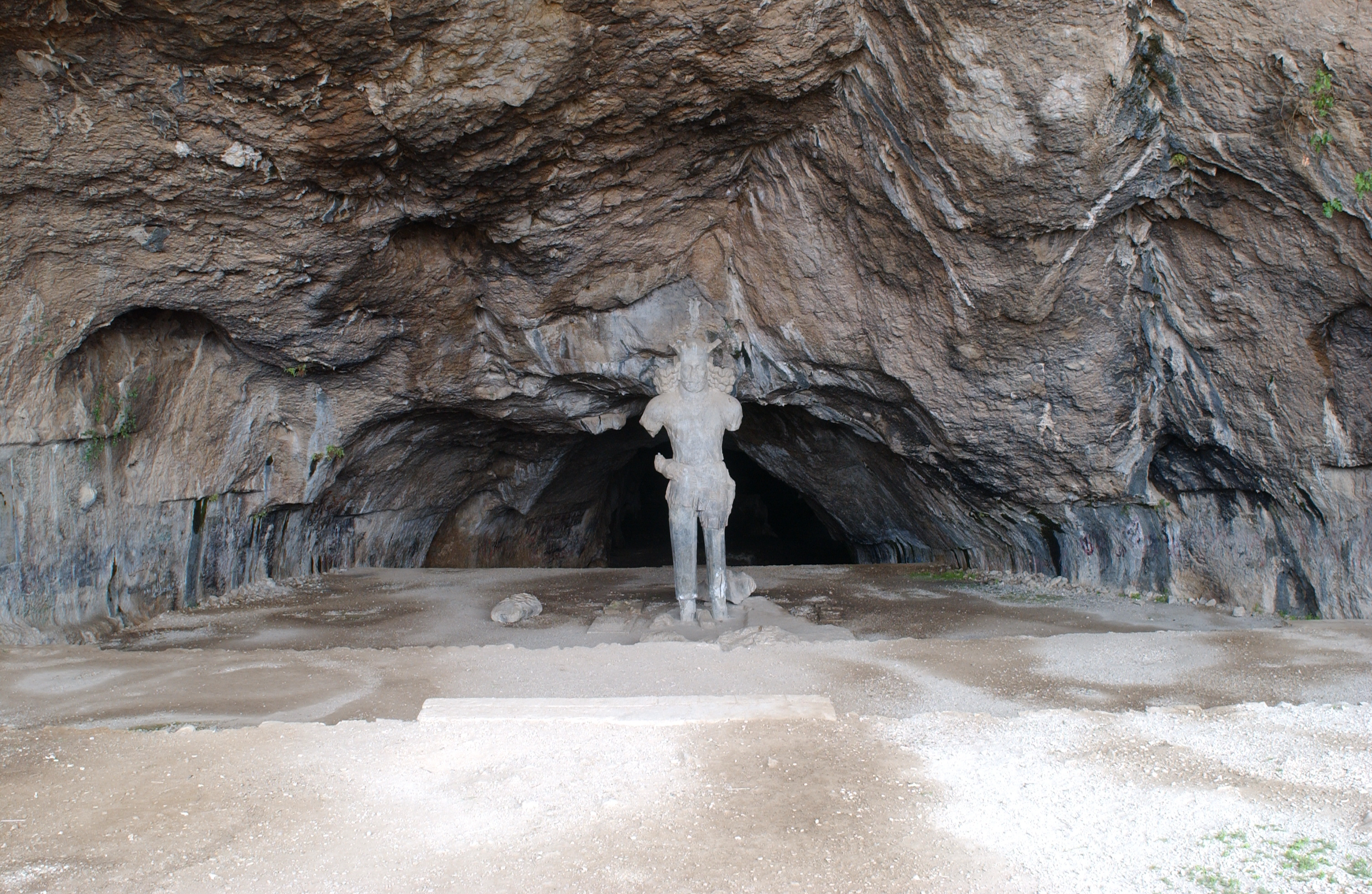
Estatua de Sapor en su cueva
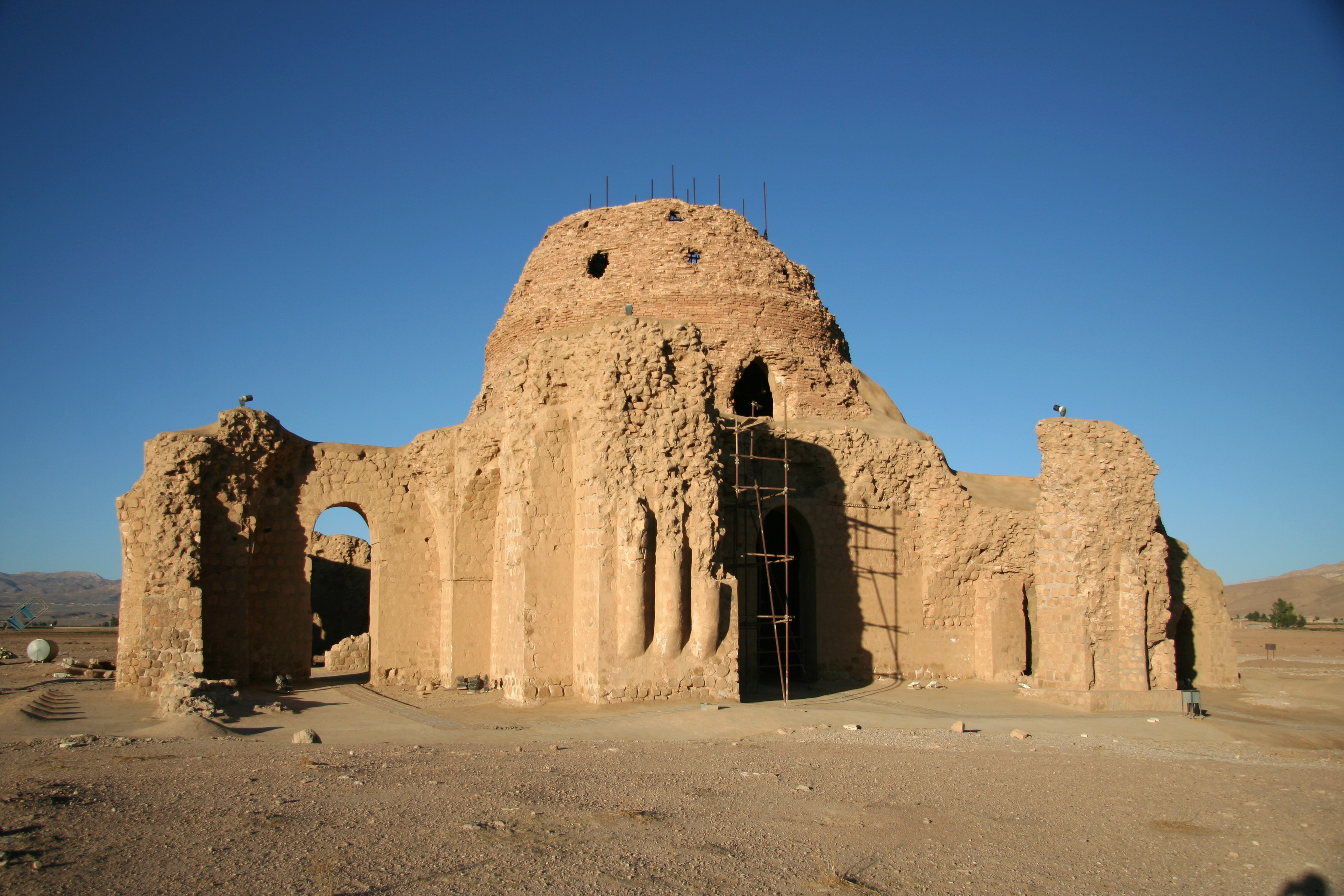
Entrada principal al monumento del palacio de Sarvestán

Los dos conjuntos de Bishapur comprenden el casco antiguo con el sitio rupestre de Tang-e Chogan por un lado, y la cueva de Shapur por el otro, incluyendo una estatua del rey en el origen de estos monumentos, Shapur I , hijo de Ardashir.
El monumento de Sarvestan, una vez confundido con un palacio sasánida y ahora considerado un probable templo de fuego, fue construido entre finales del siglo VII y finales del  siglo IX, o durante el período de transición entre el final de la dinastía y la conquista árabe. Forma un chahartaq,  una unidad arquitectónica que consta de cuatro arcos.

## Análisis del ICOMOS
En su informe de evaluación presentado en nombre de la Unesco, el Consejo Internacional de Monumentos y Sitios (Icomos) analizó la elección realizada por el Estado iraní de elaborar un paisaje arqueológico del Imperio sasánida, lamentando los análisis insuficientes de otros monumentos dentro y fuera de Fars, como Naqsh-e Rostam y Gundeshapur. Sin embargo, admitió la importancia de los sitios de Firuzabad y Bishapur para comprender los inicios y el espacio de origen de la dinastía, en contraste con el monumento de Sarvestan, que el informe de evaluación intermedia proponía eliminar de la lista. La noción de paisaje arqueológico, sugiriendo la articulación de la arquitectura y de la topografía, también era problemático con respecto a los edificios aislados de su entorno. Si bien la Constitución de Irán y las normas específicas promulgadas por el gobierno iraní protegen los sitios arqueológicos, Icomos manifestó su preocupación por el estado de conservación de algunos, como el palacio, y recomendó una mayor protección de la ciudad de Gur, cuyo subsuelo sigue amenazado por las prácticas agrícolas. A pesar de estas reservas, Icomos reconoció el excepcional carácter universal de esta serie arqueológica. El Comité del Patrimonio Mundial inscribió este sitio en su 42º período de sesiones, en junio de 2018.

## Sitios individuales declarados
| Referencia | Imagen   | Sitio                                              | Ubicación | Área protegida | Área tampón | Coordenadas                                |
|            | 1568-001 | Qal'eh Dokhtar                                     | Firuzabad | 71,2           | 4694        | 28°55′15″N 52°31′48″E / 28.92083, 52.53000 |
|            | 1568-002 | Relieve de la Investidura de Ardashir              | Firuzabad | 0,7            |             | 28°55′00″N 52°32′15″E / 28.91667, 52.53750 |
|            | 1568-003 | Relieve de la victoria de Ardashir                 | Firuzabad | 0,5            |             | 28°54′36″N 52°32′27″E / 28.91000, 52.54083 |
|            | 1568-004 | Ardashir Khurreh                                   | Firuzabad | 314            |             | 28°51′08″N 52°31′57″E / 28.85222, 52.53250 |
|            | 1568-005 | Palacio de Ardacher                                | Firuzabad | 5,9            |             | 28°53′53″N 52°32′21″E / 28.89806, 52.53917 |
|            | 1568-006 | Ciudad def Bishapur y sus componentes relacionados | Bishapur  | 194            | 7480        | 29°46′39″N 51°34′14″E / 29.77750, 51.57056 |
|            | 1568-007 | Cueva de Shapur                                    | Bishapur  | 28             |             | 29°48′25″N 51°36′47″E / 29.80694, 51.61306 |
|            | 1568-008 | Palacio de Sarvestán                               | Sarvestán | 25             | 541         | 29°11′44″N 53°13′52″E / 29.19556, 53.23111 |